# Goudhemden
De Revolutionaire Mexicanistische Actie (Spaans: Acción Revolucionaria Mexicanista), beter bekend als de Goudhemden (Spaans: Camisas Doradas), was een Mexicaanse proto-fascistische groep in de jaren dertig van de twintigste eeuw. 
De groep stond onder leiding van generaal Nicolás Rodríguez Carrasco. De groep keerde zich met name tegen de hervormingen van president Lázaro Cárdenas. De groep had de sympathie van de Mexicaanse oud-president Plutarco Elías Calles en diens aanhangers, de callistas, die hen toestond de Joden, Chinezen en communisten in Mexico te vervolgen. De groep was genoemd naar de Dorados, de persoonlijke garde van Pancho Villa, waarvan Rodríguez deel van had uitgemaakt voordat hij in 1918 deserteerde. De goudhemden verloren aan invloed nadat Calles in 1936 door Cárdenas werd gedeporteerd.
Binnen de Goudhemden heerste er weliswaar religieuze tolerantie, maar de meeste leden waren overtuigd antiklerikaal en vochten ook nog tegen de Cristero's. 
Na Mexico's deelname aan de Tweede Wereldoorlog (1942) werd de groep verboden.